# Hovhannes XII. Arscharouni
Erzbischof Hovhannes XII. Arscharouni (türkisch İstanbullu XII. Hovahannes Arşaruni; * 1854 in Konstantinopel, Osmanisches Reich; † 21. Januar 1929 ebenda) war von 1911 bis 1913 der Armenisch-apostolische Patriarch von Konstantinopel.
Geboren im Bezirk Topkapi von Konstantinopel, besuchte Hovhannes Arscharouni das Galatasaray-Gymnasium. Er unterrichtete an den örtlichen armenischen Schulen und wurde im Jahre 1879 zum Geistlichen der armenischen Kirche ordiniert. 1899 wurde er zudem zum Bischof geweiht. Im Jahre 1911 wurde er zum Patriarchen gewählt, allerdings trat er nach zweijähriger Amtszeit, 1913, zurück. Er starb am 21. Januar 1929 und wurde auf dem Armenischen Friedhof von Şişli begraben.